# روی گوئرا
روی گوئرا (پرتغالی: Ruy Guerra؛ زادهٔ ۲۲ اوت ۱۹۳۱) یک کارگردان، فیلم‌نامه‌نویس، تدوین‌گر، و هنرپیشه اهل برزیل است. او کارگردان فیلم آشفتگی است. از فیلم‌ها یا برنامه‌های تلویزیونی که وی در آن نقش داشته است می‌توان به آگیره، خشم پروردگار اشاره کرد.